# Sancho Sánchez de Velasco
Sancho Sánchez de Velasco (c. 1263-1315) era un noble castellano que fue justicia mayor de la Casa del rey y posteriormente fue nombrado dos veces como adelantado mayor de Castilla y luego de Andalucía.

## Biografía
Sancho Sánchez de Velasco era hijo de Fernán Sánchez I de Velasco (ca. 1233-Gibraltar, 1278) y de Teresa Martínez, es considerado como uno de los iniciadores del encumbramiento del linaje de los Velasco. Ingresó a la administración central de Castilla durante el reinado de Fernando IV, de quien, según la crónica de Alfonso X, fue su privado.
Durante esos años, Sancho Sánchez de Velasco intervino como consejero y emisario en misiones de destacado alcance político: la integración del señorío de Vizcaya a la Corona castellana, la celebración de las Cortes vallisoletanas de 1307, la intercesión en la guerra con Juan Núñez de Lara, en las acusaciones que la nobleza dirigió al monarca e, incluso, en la rebeldía mantenida por el infante don Juan y don Manuel.
Cerca del año 1300 recibió, por merced de Fernando IV, el señorío sobre Puebla de Arganzón, San Zadornín y los valles de Soba y Ruesga, con todos sus términos, pechos y derechos. Asimismo, desempeñó en este periodo importantes cargos reales: fue justicia mayor de la Casa del rey en el bienio 1308-1309, adelantado mayor de Castilla durante los periodos 1305-1307 y 1309-1311 y, sucediendo a Juan de Castilla el de Tarifa, de Andalucía entre marzo de 1312 y enero de 1313.
Por escritura dada en Baeza el 11 de enero de 1313, él y su esposa fundaron, en la villa de Medina de Pomar, el monasterio de Santa Clara.
Su fecha de muerte es incierta, aunque puede ser ubicada con certeza entre 1315, cuando aparece con ocasión de las Cortes de Burgos, y 1321, cuando su esposa, al hacer el testamento, declara su viudez. Lo más probable es que haya fallecido en las circunstancias que rodearon al desastre de la Vega de Granada, en 1319, o, según otros autores, en 1315.

## Matrimonio y descendencia
Sancho Sánchez de Velasco contrajo matrimonio con Sancha García Carrillo, camarera de la infanta Leonor de Aragón, hija de García Gómez Carrillo y Elvira Osorio. Con ella tuvo seis hijos:
- Sancho de Velasco,[1] que era el primogénito y falleció en fecha cercana a la de su padre.[6]
- Fernán Sánchez II de Velasco, segundogénito que sucedió en el linaje y fue padre de Pedro Fernández de Velasco, I señor de Medina de Pomar,[6] y de María de Velasco,[1] casada con Diego Pérez Sarmiento.
- Cuatro hijas; Teresa, María, Elvira y Sancha de Velasco.[1]